# Pierre II du Kongo
Pierre II du Kongo (Nkanga a Mbika lua Ntumba a Mwemba en kikongo et D. Pedro II Afonso en portugais), né vers 1575, décédé le 13 avril 1624. C'est un descendant, en ligne féminine, du roi Alphonse Ier du Kongo et il règne de 1622 à 1624. Il est le premier roi du royaume du Kongo de la lignée du Kanda Nkanga a Mvika ou Kinkanga dite maison de Nsundi.

## Origines
Dom Pedro Nkanga a Mbika est le fils du prince Afonso Mubica (ou Mbika) a Ntumba, duc de Nsundi et de Dona Cristina issue de la famille des comtes de Soyo, et donc le petit-fils par son père de Dona Ana Ntumba, la troisième fille du roi Alphonse Ier du Kongo. Son père avait été nommé duc de Nsundi par Alvare Ier 

## Règne
Avant son avènement, Dom Pedro est duc de Mbamba depuis 1619 il a été nommé en remplacement d' Antonio da Silva disgracié. En 1622, il prend le pouvoir au détriment de son cousin le futur roi Ambrosio, fils aîné d'Alvare III, descendant de Dona Isabelle Lukeni seconde fille d'Alphonse Ier, jugé trop jeune pour régner.
Pendant son bref règne, son frère Paulo Afonso, le nouveau duc de Mbamba, est attaqué par le gouverneur portugais de Luanda, João Correia da Sousa à la tête de 30.000 hommes, et vaincu et tué le 18 décembre 1622 lors de la 
Bataille de Mbumbi avec Dom Cosme marquis de Mpenba. Par représailles le royaume du Kongo attaque les portugais qui résident à Mbumbi. En janvier 1623 un second combat cette fois victorieux oppose de nouveau les forces du Kongo qui s'appui sur les hollandais, à celle de l'Angola portugais lors de  bataille de Mbanda Kasi . Pierre II a en effet écrit au général des États hollandais en proposant que la Compagnie néerlandaise des Indes occidentales nouvellement formée l'aide dans une attaque sur Luanda, les BaKongo attaquant par terre et les Néerlandais par mer. Bien qu'il mourut avant que cette alliance ne soit effective, l'accord entre le Kongo et les Pays-Bas persistera, pour finalement se concrétiser en 1641 avec l'attaque néerlandaise sur Luanda.
En 1624, lorsque le roi fait jurer à certains notables du royaume du Kongo que son fils aîné lui succéderait sans tenir compte des électeurs, il y eut une conjuration. Les conjurés désignèrent comme successeur Alvare Afonso, marquis de Mpemba, un des autres fils du roi Pierre II. La conjuration est découverte et le marquis Alvaro Afonso doit s'enfuir au Soyo.
Le roi Pedro II meurt dès le 13 avril 1624 et il est remplacé par l'aîné de ses trois fils Garcia Ier que lui avait donné son épouse Dona Luisa.

## Sources
- (en) Ann Hilton, The Kingdom of Kongo, Clarendon Press, 1985, p. 86 et 132   Fig 1  & Fig 2
- (en) John K. Thornton, Elite Women in the Kingdom of Kongo: Historical Perspectives on Women's Political Power, The Journal of African History  publié par Cambridge University Press. Vol. 47, No. 3, 2006, p. 437-460
- (en) John K. Thornton, A history of west central Africa to 1850, Cambridge, Cambridge University Press, 2020, 365 p. (ISBN 9781107565937), p. 126,129,148,153